# Areia monazítica

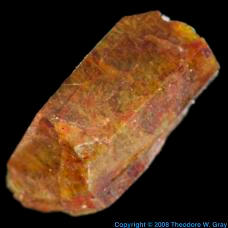
Monazita.

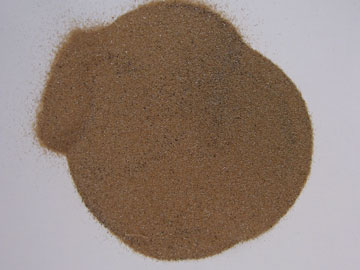
Areia Monazítica.

Areia monazítica é um tipo de areia que possui uma concentração natural de minerais pesados, podendo ocorrer ao longo do litoral e em determinados trechos de rios.
No Brasil, o local de maior concentração de areia monazítica é o balneário de Guarapari, no Espírito Santo. Mais especificamente na na Praia de Meaípe e na Praia da Areia Preta, assim chamada justamente pela tonalidade que a monazita confere.
A areia monazítica contém uma abundante quantidade de monazita - minério constituído por fosfatos de metais do grupo do cério - e de tório, principalmente o isótopo 232. Possui também significativa quantidade de urânio, que juntamente com o tório é responsável pela sua radioatividade. O termo "monazita" provém do grego monazein, que quer dizer "estar solitário", o que indica sua raridade.
A quantidade de areia monazítica nas praias é bastante variável, indo desde a sua ausência a um percentual de 60% ou mais em locais de grande concentração.
Tais areias são muito conhecidas por seus supostos efeitos terapêuticos, sendo popularmente utilizadas no tratamento de artrites e inflamações uma vez que, espalhada sobre a pele, produz uma radiação que, segundo os defensores da ideia, estimula os tecidos e favorece o fluxo sanguíneo na região afetada. Não há, entretanto, comprovação científica sobre os efeitos curativos deste tipo de areia; e, em contrário, a exposição desnecessária à radiação é cientificamente não recomendada. Já passar alguns dias longe de fatores estressantes pode de fato diminuir os sintomas de doenças crônicas.